# Андраде, Луиш
Луи́ш Фили́пе Андра́де де Оливе́йра (порт. Luís Filipe Andrade de Oliveira; род. 30 сентября 1973 года в Лиссабоне, Португалия) — португальский футболист, полузащитник, известный по выступлениям за клуб «Бенфика». Участник Олимпийских игр 1996 года в Атланте. Возглавляет женскую «Бенфику».

## Клубная карьера
Андраде — воспитанник клубов «Домингуш Савио» и лиссабонского «Спортинга». В 1992 году он присоединился к «Эшторил-Прая», в составе которого дебютировал в Сагриш лиге. Во втором сезоне Луиш завоевал место в основе и спустя год перешёл в «Эштрелу». В 1998 году транзитом через «Белененсиш», он оказался в столичной «Бенфике». Из-за высокой конкуренции Андраде не всегда попадал в состав и в 2000 году на правах аренды выступал за «Брагу».
В 2003 году Андраде перешёл в испанский «Тенерифе», который стал его первым клубом за пределами Португалии. В 2004 году он вернулся на родину, но не смог закрепиться в «Академике» и в 2006 году перешёл в кипрский «Пафос».
В 2007 году Луиш окончательно вернулся в Португалию, где выступал за клубы низших дивизионов «Пиньялновенси», «Оливайш и Москавиди», «Одивелаш» и «Лоуреш». В 2013 году Андраде завершил карьеру.

## Международная карьера
В составе юношеских сборных Португалии становился серебряным призёром чемпионата Европы 1992, финалистом (1994) и полуфиналистом (1993) турнира в Тулоне. Принимал участие в молодёжном чемпионате мира 1993, где Португалия заняла последнее место в группе.
В 1996 году Луиш в составе олимпийской сборной Португалии принял участие в Олимпийских играх в Атланте. На турнире он сыграл в матчах против команд Туниса, США, Франции и Аргентины.